# 三好市立西岡小学校
三好市立西岡小学校（みよししりつ にしおかしょうがっこう）は、徳島県三好市西祖谷山村東西岡にあった公立小学校。2013年（平成25年）3月31日に廃校となった
。

## 概要
旧・西祖谷山村には他にも三好市立檪生小学校、三好市立吾橋小学校、三好市立善徳小学校がある。卒業後は三好市立西祖谷中学校へ進学する。

## 沿革
- 1886年（明治19年）- 西岡簡易小学校と正式に発足。
- 1893年（明治26年）- 西岡尋常小学校に改称。
- 1937年（昭和12年）- 高等科を併設し、西岡尋常高等小学校に改称。
- 1941年（昭和16年）- 西岡国民学校に改称。
- 1947年（昭和22年）- 西岡小学校に改称。
- 2006年（平成18年）- 町村合併のため三好市立西岡小学校となる。
- 2010年（平成22年）3月31日 - 休校となる。
- 2013年（平成25年）3月31日 - 廃校[1]。

## 校訓
- 自主
- 協同
- 勤労

## 関連学校
- 三好市立西祖谷中学校